# Carlos Girón
Carlos Girón, född 3 november 1954 i Mexicali i Baja California, död 13 januari 2020 i Mexico City, var en mexikansk simhoppare.
Han tog OS-silver i svikthopp i samband med de olympiska simhoppstävlingarna 1980 i Moskva.